# Владимир Ворошилов
Владимир Яковлевич Ворошилов (на руски: Влади́мир Я́ковлевич Вороши́лов, с истинска фамилия Колманович) е известен съветски руски журналист и телевизионен водещ.
Ворошилов е автор, режисьор и водещ на телевизионната интелектуална игра „Какво? Къде? Кога?“, излъчвана от 1975 г. и бързо придобила международна известност и разпространение. Бил е президент на Международната асоциация на клубовете „Что? Где? Когда?“.